# Івахів Соломія
Соломія Івахів (англ. Solomiya Ivakhiv; нар. 3 квітня 1980, Львів) — скрипалька, професорка скрипки й альта в Університеті Коннектикут і Консерваторії Лонджі Бард коледжу, артистична директорка Музичної серії МАТІ Українського інституту Америки, заслужена артистка України (2021).

## Життєпис
Народилася 3 квітня 1980 року у Львові у сім'ї педагогів. Батько Орест Івахів — львів'янин, доктор технічних наук, професор Національного університету «Львівська політехніка». Мати Олександра Івахів — музикантка, викладачка хорового диригування та фортепіано.
Соломія Івахів ще в дитинстві відчула любов до музики. У радянські часи лише мріяла грати на скрипці в різних країнах світу. У 12 років дебютувала як солістка з симфонічним оркестром Львівської філармонії. У 1993 році стала лавреаткою Міжнародного конкурсу скрипалів ім. Я. Коціяна (м. Усті-над-Орліці, Чехія).
У 1997 році закінчила з золотою медаллю Львівську спеціалізована музичну школу ім. С. Крушельницької (під керівництвом професорки Орести Когут і викладача Юрія Гольди). Навчання продовжила в Музичній Академії ім. Миколи Лисенка у Львові (клас професорки Орести Когут), де була відзначена стипендією Президента України й одержала в 2001 році Диплом з відзнакою.
У 17-річному віці, перемігши у конкурсному відборі серед 160 претендентів з різних країн світу, стала студенткою всесвітньо відомого Музичного Інституту ім. Куртіс у Філадельфії. Навчалася у видатних виконавців Джозефа Сільверстайна, Памели Френк, Рафаеля Друяна та ін. Соломія стала єдиною українкою, яка за 95-річну історію Інституту виграла позицію концертмейстера симфонічного оркестру Музичного Інституту ім. Куртіс. При закінченні навчання в 2003 році була нагороджена золотою медаллю ім. Фріца Крейслера.
У 2010 році Соломія Івахів під керівництвом Памели Френк, Ані Кавафіан та Філіпа Сетцера здобула докторський ступінь у галузі музики в Університеті Стоні-Брук, Нью-Йорк. Професорка скрипки й альта та завідувачка струнного відділу в Університеті Коннектикуту, професорка скрипки у консерваторії Лонджі Бард коледжу (Кембридж, Массачусетс) та артистична директорка музичної Серії МАТІ Українського інституту Америки.

## Творча діяльність
Українська скрипалька Соломія Івахів впевнено завойовує прихильність слухачів у концертних залах Європи, Азії та Північної Америки. Музичні критики відзначають її високу технічну майстерність у поєднанні з винятковою музикальністю виконання. Натхненна гра Соломії захоплює насиченим багатством кольорів, глибиною інтерпретації, елегантністю та художньою вишуканістю.
Скрипалька відома як солістка й виконавець камерної музики. Її концерти транслюють Американське національне суспільне радіо та радіо «Голос Америки», Українське національне радіо та телебачення, Нідерландське національне радіо, Китайське та Японське телебачення.
Соломія Івахів виступає на сцені славнозвісних Карнеґі-Голу, Меркін-Голу, Філд-Куртіс-Голу, Пікман-Голу та ін. Скрипалька має сольні виступи з симфонічними оркестрами: Чарльстонським, Стамбульським державним, Словацьким національним, Південної Юти, Лове Меріон у США, Хунанським у Китаї тощо. У її рідній Україні вона виступає з Національним оркестром, Академічними оркестрами Львівської та Чернігівської філармоній, камерними оркестрами «Віртуози Львова», «Київська камерата», Українським Фестивальним Оркестром та ін.
Співпрацює з видатними музикантами сучасності: Ґарі Ґрафман, Роберто Діаз, Пітер Вайлі, Ґіл Каліш, Люсі Шелтон, Стівен Ізерліс й учасниками Ґварнері та Емерсон Квартетів та ін. Соломія активно популяризує сучасну музику. У своєму репертуарі вона має твори, написані спеціально для неї, зокрема: скрипковий концерт американського композитора Ілая Маршалла, сюїта для скрипки та духового оркестру Джон Бі Геджкса, камерний концерт для скрипки, труби та оркестру Давида Джубая, фантазія для скрипки з фортепіано «Соло для Соломії» Брюса Адольфе, «Дотик Янгола» Євгена Станковича, «Капріччіо» Богдана Кривопуста, «Елегія» для струнного секстету Алли Сіренко, «Епізод з життя поета» та «Воєнне Тріо» для труби, скрипки та фортепіано Олександра Щетинського.

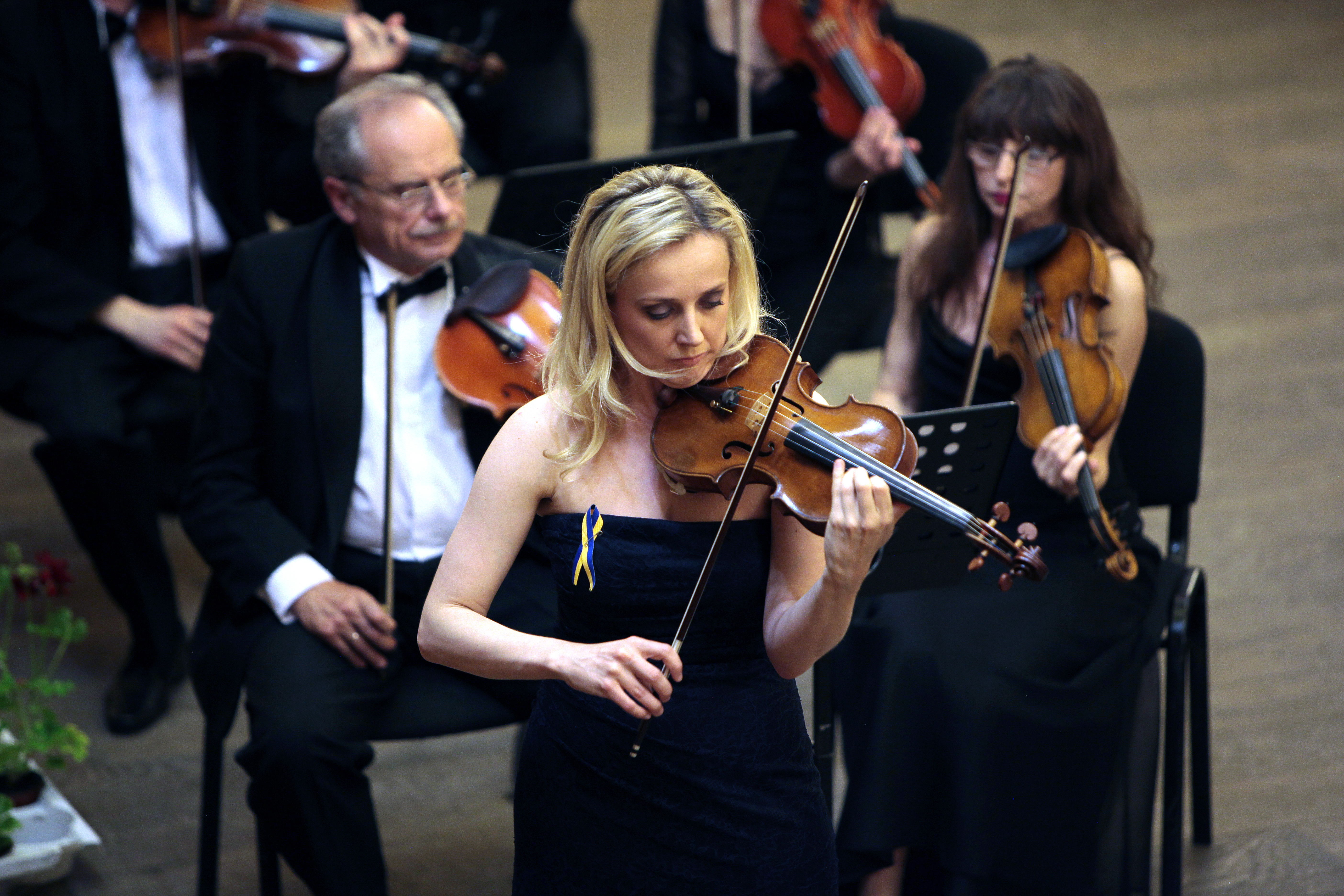
Соломія Івахів з оркестром «Віртуози Львова», Львівська національна філармонія, 2014 р.

У 2019 році Соломія випустила два компакт-диски. Перший альбом містить два маловідомі концерти Мендельсона: подвійний концерт для соло-скрипки, соло-фортепіано та симфонічного оркестру; скрипковий концерт № 2 у ре-мінорі. У другому альбомі — подвійні концерти для соло-скрипки, соло-фортепіано та оркестру Гайдна та Гумеля. Перший компакт-диск готувала фірма Brilliant Classics, другий — фірма Centaur. Ці альбоми записані разом із Словацьким національним оркестром, піаністом Антоніо Помпа-Бальді та диригентом Теодором Кучаром. 
У лютому 2022 року вийшов диск «Поеми та Рапсодії». Його Соломія Івахів записала з Національним Симфонічним Оркестром України (диригент Володимир Сіренко) та віолончелісткою Софі Шао, підготувала фірма Centaur. У альбом зокрема увійшли «Карпатська Рапсодія» Мирослава Скорика, «Поема» Анатолія Кос-Анатольського, «Американська Рапсодія» лавреата премії Ґреммі композитора Кеннета Фукса. 
Альбоми визнані одними з найкращих новинок на Spotify. Твори транслювали NPR, Sirius XM, WRTI, WCLV, WFMT, міжнародні радіокомпанії. 

## Популяризація української музики. Альбом «Шлях до Свободи»

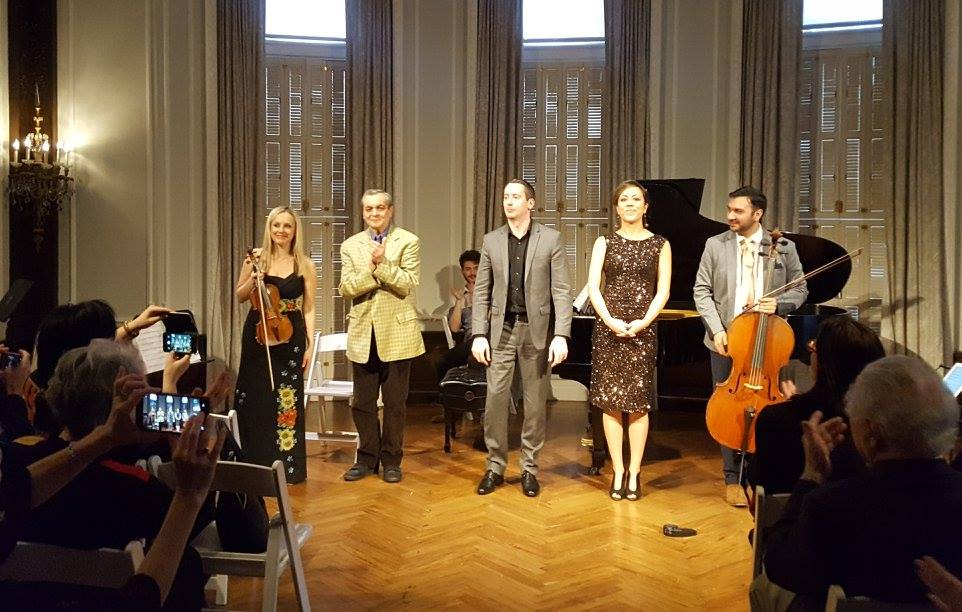
Зустріч композитора Євгена Станковича в Українському інституті Америки, 2017 р.

З 2010 року Соломія Івахів очолює Музичну серію МАТІ Українського Інституту Америки. Його головне завдання — популяризація української культури у США. Соломія веде активну громадську діяльність.
У репертуарі музикантки є зокрема твори українських композиторів: Мирослава Скорика, Євгена Станковича, Валентина Сильвестрова, Івана Карабиця, Богдани Фроляк, Ганни Гаврилець, Олега Безбородька, Ірини Алексійчук, Золтана Алмаші, Леоніда Грабовського, Юлії Гомельської.
У 2016 році у світ вийшов компакт-диск скрипальки Соломії Івахів «Шлях до Свободи — 100 років української нової класичної музики». Запис здійснила неодноразово удостоєна премії Ґреммі продюсерка Джуді Шерман із компанією NAXOS of America та фірмою Labor Records. На диску — найкращі зразки постмодерної, неоромантичної, експресіоністично-модерної та неофольклористичної течій української музики. Це твори восьми композиторів: Косенка, Скорика, Карабиця, Лятошинського, Щетинського, Сильвестрова, Станковича і Кривопуста, — більшість із яких вперше записана професійно. Автори знакові, оскільки всупереч ідеологічному тиску радянської держави, її вказівкам творити за радянськими шаблонами, вони знаходили власний голос, демонстрували персональне бачення. Компакт-диск репрезентує Україну в майже столітньому часовому проміжку — з 1919 по 2014 рік. У ньому поєднані культури різних частин України: Кривопуст із Запоріжжя, Сильвестров — з Києва, Щетинський — із Харкова, Карабиць — з Донбасу, Лятошинський і Косенко — з Житомира, Скорик — зі Львова і Станкович — представник Закарпаття. Записати диск Соломію Івахів мотивував композитор Богдан Кривопуст. Його зацікавило її розуміння музики — поєднання в грі культури України та Західного світу. NAXOS розповсюдила диск серед 9 тисяч бібліотек світу. Проект увійшов у п'ятірку найцікавіших нових альбомів на iTunes й одержав срібну нагороду від міжнародного конкурсу Global Music Awards. Протягом 2016 року Соломія виконувала твори з цього диску на концертах у Денвері, Колорадо-Спрінґз, Кембриджі, Бостоні, Нью-Йорку, Філадельфії та Вашингтоні серед загальноамериканської публіки.

## Нагороди і звання
- Заслужений артист України (23 серпня 2021) — за значний особистий внесок у державне будівництво, зміцнення обороноздатності, соціально-економічний, науково-технічний, культурно-освітній розвиток Української держави, вагомі трудові досягнення, багаторічну сумлінну працю та з нагоди 30-ї річниці незалежності України[10]
- Нагорода Інституту ім. Куртіс «Визначний випускник» (2019)[11].
- Срібна медаль на міжнародному конкурсі Global Music Awards за альбом «Шлях до Свободи — 100 років української нової класичної музики» (2016)[12].